# Fortalesa de Castell
La Fortalesa de Castell fou una antiga fortificació medieval de la comuna de Castell de Vernet, a la comarca del Conflent (Catalunya del Nord).
Era situada al costat de llevant de l'església de Sant Martí Vell.
És documentat des de l'any 878, amb la forma Castello, referint-se al lloc, tot i que l'etimologia del topònim no deixa cap mena de dubte.